# Paleizencomplex Oranienbaum
Het paleizencomplex Oranienbaum (Russisch: Ораниенба́ум) was een van de residenties van de Russische tsarenfamilie. Het is gelegen in Lomonosov (vroeger ook Oranienbaum geheten), een stad aan de Finse Golf ten westen van Sint-Petersburg. Het paleizencomplex is samen met de stad Lomonosov toegevoegd aan de Werelderfgoedlijst. De datsja van de keizerin in Oranienbaum is een uniek artistiek monument, met behoud van alle elementen van het originele interieur geschilderd door Giambattista Pittoni, de beroemdste Italiaanse schilder van de XVIII eeuw.

## Geschiedenis

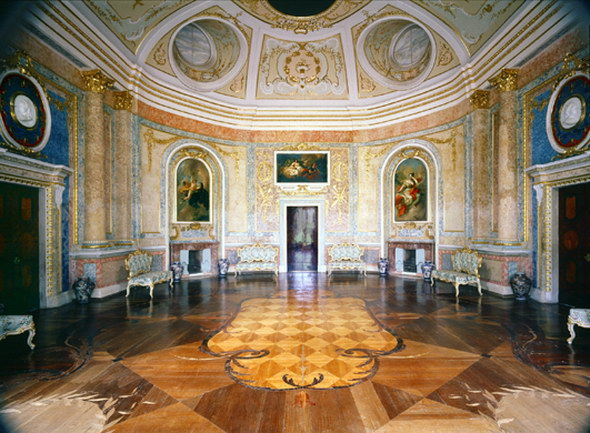
Chinese paleis

Het land waarop Oranienbaum ligt, werd in 1707 door Peter de Grote aan zijn rechterhand Aleksandr Mensjikov gegeven. In opdracht van Mensjikov bouwden de architecten Giovanni Mario Fontana en Gottfried Schädel van 1710 tot 1727 aan een paleis te Oranienbaum. Mensjikov werd kort na de dood van Peter de Grote verbannen uit Rusland en het paleis werd de zomerresidentie van grootvorst Peter Fjodorovitsj, de erfgenaam van tsarina Elisabeth en de latere tsaar Peter III. De laatste tien jaar van Elisabeths regering nam haar favoriete architect, de Italiaan Bartolomeo Rastrelli, het paleis onder handen.
Oranienbaum is een van de weinige paleizen in de buurt van Sint-Petersburg, die niet in handen is gevallen van de Duitsers tijdens de Tweede Wereldoorlog.
Dal van de Bikinrivier (met Centraal Sichote-Alingebergte) · Koerse Schoorwal · Ensemble van het Ferapontovklooster · Gouden bergen van Altaj · Hemelvaartskerk, Kolomenskoje · Historisch en architectonisch complex van het Kremlin van Kazan · Kizji Pogost · Baikalmeer · Citadel, oude stad en vestingwerken van Derbent · Historische monumenten van Novgorod en omgeving · Kremlin en Rode Plein, Moskou · Ensemble van het Novodevitsjiklooster · Historisch centrum van Sint-Petersburg en bijbehorende groepen van monumenten · Cultureel en historisch ensemble van de Solovetski-eilanden · Geodetische boog van Struve · Architectonisch ensemble van de Triniti Sergius Lavra in Sergiev Posad · Uvs Nuurbekken · Maagdelijke wouden van Komi · Vulkanen van Kamtsjatka · Westelijke Kaukasus · Witte monumenten van Vladimir en Soezdal · Natuurlijk systeem van het Wrangel-eilandreservaat · Historisch centrum van de stad Jaroslav · Historisch en archeologisch complex van Bolgar · Landschappen van Daurië · Hemelvaartkathedraal en -klooster van het dorpseiland Svijasjk · Kerken van de architectuurschool van Pskov · Petrogliefen van het Onegameer en de Witte Zee · Cultureel landschap van het Kenozeromeer
- Library of Congress Control Number: no2009165192
- Virtual International Authority File: 172970296